# Deutsches Seminar
Das Deutsche Seminar e. V. ist eine vom Verfassungsschutz beobachtete Organisation, die vor allem eine Plattform für überwiegend rechtsextreme Referenten bot. Vorsitzender war bis zu seinem Tod im November 2011 Walter Staffa. Seinen Sitz hat das Deutsche Seminar in Nürtingen.

## Geschichte
Das Deutsche Seminar wurde am 4. Juli 1970 als „Deutsches Seminar München-Stuttgart“ in Stuttgart gegründet, unter den Gründern waren Werner Nowak und der Nürtinger Walter Staffa. Es entstand aus der Initiative von Aktivisten aus dem Witikobund, der zeitweilig die Sudetendeutsche Landsmannschaft dominierte, Werner Nowak ist auch heute Landesobmann der „Sudetendeutschen Landsmannschaft“ in Baden-Württemberg. Seit 1984 ist der Sitz in Nürtingen. 1988 ist Rolf Kosiek, Nürtingen, ebenfalls im Vorstand zu finden, Walter Staffa war bis zu seinem Tod Vorsitzender. Beide sind bzw. waren auch in anderen rechtsextremen Organisationen als Spitzenfunktionäre und Netzwerker tätig (zum Beispiel im Witikobund, Aktionskreis, Deutsche Studiengemeinschaft beide, Kosiek auch noch in der Gesellschaft für freie Publizistik, dem „Deutschen Kreis von 1972 e. V.“ und anderen).

## Aktivitäten
Die Aktivitäten des Vereins umfassten hauptsächlich Vortragsveranstaltungen mit überwiegend rechtsextremistischen Referenten. Wesentlicher Bestandteil der Programmatik des Deutschen Seminars war die Verbreitung einer Deutschland von der Schuld am Zweiten Weltkrieg ausnehmenden Geschichtsdarstellung und die bei Geschichtsrevisionisten typische Aufrechnung der  nationalsozialistischen Verbrechen mit den „Verbrechen der Siegermächte“ und der Vertreibung der deutschen Bevölkerung zwischen 1944 und 1948. Der damalige baden-württembergische Innenminister Thomas Schäuble kam 1998 zu folgender Einschätzung: „Ungeachtet des unverfänglich formulierten Satzungszwecks (z. B.: …wissenschaftliche Auseinandersetzung mit historischen, staatsrechtlichen… Fragen zur Förderung des staatsbürgerlichen Bewußtseins besonders im Sinne der Präambel des Grundgesetzes) verfolgt das Deutsche Seminar e. V. nach den Erkenntnissen des Landesamtes für Verfassungsschutz bei der Auswahl von Veranstaltungsthemen und Referenten u. a. eher das Ziel, die 1990 erfolgte Wiedervereinigung nur als eine Teilvereinigung zu sehen, die diesbezüglichen internationalen Verträge in Frage zu stellen und die Kriegsschuldfrage vorrangig auf das von den Alliierten begangene Unrecht zu reduzieren.“
Die letzte bekanntgewordene Aktivität des „Deutschen Seminars“ war am 23. Mai 2001, als es gemeinsam mit dem inzwischen aufgelösten Cannstatter Kreis eine Vortragsveranstaltung durchführte („Immunisierung gegen linke Volksverhetzer – Angriff statt Verteidigung!“). Hierbei war auch eine Splittergruppe der „Jungen Nationaldemokraten“ mit einem Stand vertreten.

## Publikationen
Bis 1981 erschien als Publikationsorgan des Deutschen Seminars monatlich der „Politische Zeitspiegel“. Dieser ging 1982 zusammen mit den „Klüter Blättern“ in den „Deutschen Monatsheften“ (später: Nation & Europa) auf. Diese Zeitschrift stellt nach Einschätzung des Bundesamtes für Verfassungsschutz „eines der wichtigsten meinungsbildenden Medien für die rechtsextremistische Szene dar“.